# Cerro de Pasco
Cerro de Pasco est une ville située au sommet de la cordillère des Andes du centre du Pérou, capitale de la région de Pasco et centre minier important. Elle est reliée par route et par rail à la capitale Lima distante de 295 km. Sa situation en fait un lieu de vie parmi les plus hauts du monde, certainement la ville de plus de 50 000 habitants la plus haute de la planète, perchée à un peu plus de 4 330 mètres d'altitude, en culminant même à 4 380 m dans le secteur de Yanacancha. La température moyenne y est d'environ 6 degrés Celsius (moyennes annuelles maximale 12,4 et minimale -0,6).
La ville s'est développée grâce à la mine et autour d'elle, formant ainsi une immense carrière à ciel ouvert qui s'étend sur 2 km et atteint près de 400 mètres de profondeur, rognant et menaçant ainsi directement la ville. Pour faire face à cette difficulté, mais aussi à des graves problèmes de pollution (provoqués également par la mine) sur la population, les autorités péruviennes projettent de rebâtir la ville...

## Cité minière
Cerro de Pasco est un des plus importants gisements d'argent de la planète, à sa découverte au début du XVIe siècle. La ville est fondée officiellement sous le nom de "Villa de Pasco" en 1578 par les colons espagnols, qui lui accordent dès 1639 le titre de « cité royale des mines » ("Ciudad Real de Minas"). Bien que les gisements soient épuisés par ces derniers, elle reste ensuite un centre minier très important (cuivre, zinc, plomb). Dans les années 1820, les Anglais forment une « Compagnie du Pérou » exploitant le Cerro de Pasco, qui extrait alors un tiers du 1,5 million de livres d’argent produit par an par le pays, au capital d'un million de livres. Cet engouement anglais pour les mines d'Amérique du Sud se heurte rapidement à la Crise boursière de 1825.
La mine appartient actuellement à la Volcán Compañía Minera qui l'acheta à Centromin, une entreprise publique privatisée dans les années 1990. Ces dernières années (2006), la production combinée de la mine entre l'extraction souterraine et l'extraction à ciel ouvert, s'établit à 3,34 millions de tonnes, réparties en 58 300 tonnes de plomb, 155 300 tonnes de zinc et 260 tonnes d'argent (mais il n'est pas clair qu'il s'agisse du métal extrait ou effectivement recouvré). Les réserves de minerai sont encore larges, avec 40 millions de tonnes de réserves et 50 autres millions en ressources. La production de cuivre a cessé depuis plusieurs années, même si on peut encore voir les restes de l'ancienne fonderie près du chemin de fer, à l'ouest de la propriété Colquijirca.
Les minerais sont transportés vers le port de Callao sur le Pacifique par le réseau de chemin de fer Ferrovías Central -  le deuxième plus haut réseau ferré au monde - dont la ville est le terminus sur sa branche nord, depuis que les extensions vers Huayllay et Goyllarisquizga ont été désaffectées.
À cause des produits chimiques utilisés pour les activités minières, les enfants souffrent de multiples pathologies.

## Sport
À Cerro de Pasco jouaient régulièrement certaines équipes de football, telles que l'Union Minas (aujourd'hui disparu) ou le Deportivo Wanka (suspendu par la Fédération péruvienne de football). La ville est souvent critiquée par les joueurs à cause du manque d'oxygène provoqué par la hauteur de son stade de football, situé à 4 338 m.